# 창녕군
창녕군(昌寧郡)은 대한민국 경상남도 중북부에 있는 군이다. 군청 소재지는 창녕읍이고, 행정구역은 2읍 12면이다.

## 역사
창녕 지역은 낙동강을 따라 형성된 영남 내륙 평야 지역 중 하나로 경지가 많고 땅이 비옥하여 일찍이 사람들이 정착하고 거주하여 가야시대 유물부터 출토되고 있다. 신라 시대의 이름은 비자화군(比自火郡) 또는 비사벌이었다. 555년(진흥왕 16년)에 하주(下州)를 두었다가 565년에 폐지되었다. 757년 신라 경덕왕이 화왕군(火王郡)으로 개명하였다. 이 때, 현효현(玄驍縣)을 속현으로 두고 있었다. 940년 고려 태조가 현재의 이름인 창녕군으로 개명하였다. 현효현은 현풍현(玄風縣)으로 각각 개칭되었다. 조선시대에는 창산(昌山) 또는 하산(夏山)이라고도 불렸다. 1018년 창녕군과 현풍현이 모두 밀성군(밀양)의 속현이 되었다. 1172년 창녕현에 감무가 파견되어 주현으로 승격하였다.
| Daedongyeojido (Gyujanggak) 17-03.jpg | Daedongyeojido (Gyujanggak) 17-02.jpg |
| Daedongyeojido (Gyujanggak) 18-03.jpg | Daedongyeojido (Gyujanggak) 18-02.jpg |

오랜 역사에 걸맞게 창녕은 많은 충신과 대학자들을 배출한 지역이며 학문의 고장이다. 조선시대에는 현재와 같이 경상남·북도로 행정지역을 나눈 것이 아니라 낙동강을 중심으로 경상좌도(慶尙左道)와 경상우도(慶尙右道)로 나뉘어 있었다. 구체적으로 낙동강을 중심으로 강좌(江左 낙동강 왼편-현재 안동지역), 강안(江岸 낙동강 인접지역), 강우(江右 낙동강 오른편-현재 지리산 인근지역)으로 나누어지고 창녕은 강우와 강안을 통상 지칭하는 경상우도 지역 문화권에 속하였다. 특히, 성주, 고령, 현풍, 창녕, 영산, 의령, 합천, 밀양 등 강안지역은 농지가 많고 비옥하여 경제적으로 풍요하여 인재가 많고 학문이 발전할 수 있었다. 고려 충신 두문동 72현 중 한 명인 정절공(貞節公) 성사제(成思齊), 사육신 성삼문(成三問)의 관향이 창녕이며, 한훤당(寒暄堂) 김굉필(金宏弼) 선생의 아들인 김언상 선생이 창녕 고암에 거하였으며, 문목공(文穆公) 한강(寒岡) 정구(鄭逑) 선생이 창녕현감으로 부임하여 지역인 성천기(成天祺)와 함께 8서재를 지어 더욱 학문을 고양한 역사가 있다. 이와 같은 학문의 뿌리로 인해 조선 4대 성리학파인 남명학파, 퇴계학파, 우계학파, 율곡학파 중 두 학파 남명학파와 우계학파의 창시자인 남명(南冥) 조식(曺植)과 우계(牛溪) 성혼(成渾)의 본관이 바로 창녕이다.
창녕을 비롯한 강우·강안의 영남우도 지역민들은 의(義)와 예(禮)를 숭상하는 기질이 강하였는데, 이는 임진왜란 당시 의병활동으로 나타난다. 임진왜란 당시 조선 최초로 의병을 일으킨 의령의 곽재우(郭再祐)를 비롯하여 창녕의 성천희(成天禧), 합천의 정인홍(鄭仁弘), 고령의 김면(金沔) 등이 대표적 이 지역 의병장들이다. 특히, 곽재우와 성천희는 창녕지역을 중심으로 의병활동을 하였고 곽재우가 여생을 마친곳이 현재 창녕군 도천면 우강리에 있는 망우정(忘憂亭)이다. 임진왜란 당시 왜군의 낙동강·남강을 도하하여 전라도로 진격하려는 계획을 이 지역 의병들이 낙동강·남강을 방어선으로 하는 항전으로 저지하고 왜군의 낙동강 병참선을 차단하여 임진왜란 초기 열세에 몰린 조선에 승리로의 반환의 단초를 제공하는 결정적인 공헌을 하였으며, 임진년 왜군에게 빼앗긴 국토 중 최초로 수복한 곳이 바로 창녕 영산 현풍현이다. 정유재란 시에도 전라도를 통해 북상하려는 왜 좌군과 경상도를 통해 북상하려는 왜 우군 중 가토 기요마사와 모리 데루모토가 이끄는 왜 우군 6만명과 최초의 전투가 일어난 곳이 바로 창녕이다. 성천희의 건의로 창녕과 인근 지역민들의 힘으로 쌓은 창녕 화왕산성에서 의병장 곽재우와 성안의(成安義)의 지휘로 의병 1천명, 영산 보림사 스님들을 비롯한 승병 1천명 총 2천명의 의·승병들이 모두 목숨을 건 항전으로 왜 우군 6만명을 막아내 왜군의 경상도를 통한 북진을 원천 차단하여 정유재란의 판도를 바꾼 구국의 역사가 있다. 정묘·병자호란 당시에도 밀양의 국담(菊潭) 박수춘(朴壽春) 선생이 창녕 화왕산성에서 의병을 일으켰으나 인조의 항복으로 해산하였다. 양대호란 이후 호란을 야기한 인조를 대신하여 유능한 광해군을 복립시키기 위해 창녕인 성지도(成至道), 고령인 박희집(朴禧集), 합천인 정한(鄭澣) 등이 광해군 복립운동을 주도하였으나 실패한 역사가 있으며, 19세기말 일제의 침략 시에도 1915년 묘지계출 반대운동(성근호), 항일의병 (노승용, 노응규, 우재룡), 항일 유림운동(노상직,노도용,성순영,이정후,강신혁), 3.1 운동 창녕 24인 결사대 등 많은 애국지사들을 배출하였다. 또한 우석 성재경 선생이 농업 근대화를 위해 일제강점기 양파를 우리나라에 최초로 도입해 재배 성공한 지역이다. 그리고, 창녕을 비롯한 강안·강우 지역 인물들은 현대 대한민국의 역사에도 많은 영향을 미쳤으며, 현재에도 많은 인재들을 배출하고 있다.
- 1895년 6월 23일(음력 윤5월 1일) 대구부 창녕군으로 개편하였다.[14]
- 1896년 8월 4일 경상남도 창녕군으로 개편하였다.[15]
- 1914년 4월 1일 영산군(靈山郡)과 통폐합[16]

| 조선총독부령 제111호 |             |                                                                              |
| 구 행정구역 | 신 행정구역 | 신 행정구역                                                                  |
| 창녕군 성상면(城上面) | 성산면      | 가복리, 대산리, 방리, 연당리, 운봉리                                         |
| 창녕군 성하면(城下面) | 성산면      | 대견리, 냉천리, 정녕리, 후천리                                               |
| 창녕군 월미면(月未面) | 고암면      | 감리, 계상리, 우천리                                                         |
| 창녕군 고암면(高岩面) | 고암면      | 간상리, 대암리, 억만리, 원촌리, 중대리                                       |
| 창녕군 고암면(高岩面) | 읍내면      | 도야리, 하리                                                                 |
| 창녕군 읍내면(邑內面) | 읍내면      | 교동, 교상동, 교하동, 말흘리, 송현동, 술정리, 조산리, 직교리                 |
| 창녕군 창락면(昌樂面) | 창락면      | 신촌리, 여초리, 옥천리, 용석리, 탄하리, 퇴천리                               |
| 창녕군 어촌면(漁村面) | 창락면      | 외부리                                                                       |
| 창녕군 어촌면(漁村面) | 유어면      | 광산리, 진창리, 풍조리                                                       |
| 창녕군 유장면(遊長面) | 유어면      | 가항리, 대대리, 미구리, 부곡리, 선소리, 세진리                               |
| 창녕군 대초면(大招面) 구미동, 본초동, 용소동, 창산동, 효정동                                                                                    | 대지면      | 구미리, 본초리, 용소리, 창산리, 효정리                                       |
| 창녕군 지포면(池浦面) 모산동, 석동, 왕산동 | 대지면      | 모산리, 석리, 왕산리                                                         |
| 창녕군 대곡면(大谷面) 내울동, 대곡동, 도개동, 소야동, 신당동, 주매동, 퇴산동                                                                    | 대합면      | 내울리, 대곡리, 도개리, 소야리, 신당리, 주매리, 퇴산리                       |
| 창녕군 합산면(合山面) 대동동, 등지동, 용호동/목단동, 십이동, 이방동 일부, 합동                                                                  | 대합면      | 대동리, 등지리, 목단리, 십이리, 이방리, 합리                                 |
| 창녕군 개복면(介福面) 모전동, 장기동, 평지동 | 대합면      | 모전리, 장기리, 평지리                                                       |
| 창녕군 이방면(梨房面) | 이방면      | 모곡리, 상리, 석리, 성산리, 옥천리, 현창리                                   |
| 창녕군 오야면(五也面) | 이방면      | 거남리, 동산리, 등림리, 송곡리, 안리, 장천리, 초곡리                         |
| 창녕군 남곡면(南谷面) | 남곡면      | 고곡리, 대곡리, 반포리, 수개리, 시남리, 아지리, 월하리, 칠현리               |
| 영산군 도사면(道沙面) | 남곡면      | 남지리, 마산리, 용산리, 성사리, 신전리, 학계리                               |
| 영산군 읍내면(邑內面) | 영산면      | 교리, 구계리, 동리, 봉암리, 서리, 성내리, 신제리, 월령리, 죽사리             |
| 영산군 장가면(丈加面) 대야리/어봉리, 이곡리/동정리, 상지리/화락리/(마고면) 도동 일부, 신촌리/미이리, 장가리, 초곡리                             | 장마면      | 대봉리, 동정리, 상지리, 신구리, 장가리, 초곡리                               |
| 영산군 마고면(麻姑面) 강동/도동 일부/오암리 일부, 사부리/유동                                                                                   | 장마면      | 강리, 유리                                                                   |
| 영산군 길곡면(吉谷面) 중길리/상길리, 신덕리/마천리, 내동/외동, 증산리/금곡리                                                                    | 길곡면      | 길곡리, 마천리, 오호리, 증산리                                               |
| 영산군 부곡면(釜谷面) 강정리/대곡리/현곡리, 구미리/유촌리, 노동, 원동/하곡동, 비봉리, 사창리, 수성리/수다리 일부, 온정리, 청암리, 전포리/후포리 | 부곡면      | 거문리, 구산리, 노리, 부곡리, 비봉리, 사창리, 수다리, 온정리, 청암리, 학포리 |
| 영산군 도천면(都泉面) | 도천면      | 일리, 도천리, 논리, 우강리, 덕곡리, 어만리, 송진리, 예리                     |
| 영산군 계성면(桂城面) | 계성면      | 봉산리, 광계리, 신당리, 사리, 명리, 계성리                                   |
15면 - 읍내면, 고암면, 성산면, 대합면, 이방면, 유어면, 대지면, 창락면, 남곡면, 장마면, 부곡면, 영산면, 길곡면, 도천면, 계성면
- 1918년 읍내면을 창녕면으로 개칭하였다.
- 1936년 4월 1일 남곡면을 남지면으로 개칭하였다.[17]
- 1955년 7월 1일 창락면을 창녕면에 합면하였다.[18] (14면)
- 1960년 1월 1일 창녕면을 창녕읍으로 승격하였다.[19] (1읍 13면)
- 1963년 1월 1일 남지면을 남지읍으로 승격하였다.[20] (2읍 12면)
- 1971년 남지읍 고곡출장소를 설치하였다.

## 지리
창녕군은 경상남도 중앙 북단에 위치하며 북은 대구광역시 달성군, 경상북도 고령군과 인접하고, 동쪽은 산악을 경계로 경상북도 청도군과 경상남도의 밀양시가 접해 있으며, 서남쪽은 낙동강을 사이로 합천군, 의령군이 접해 있으며, 남쪽으로는 함안군, 창원시와 접하고 있다.

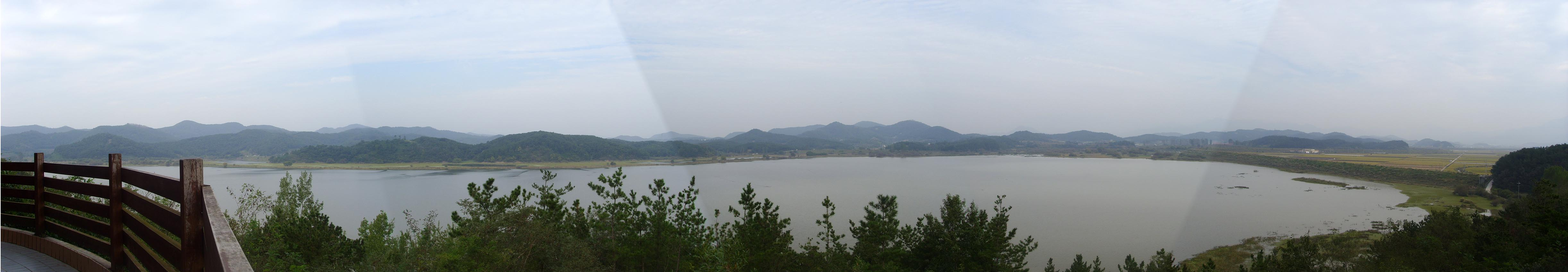
우포늪 전망대에서 바라본 우포늪

우포늪은 국내 최대의 자연늪이다. 창녕군 대합면 주매리와 이방면 안리, 유어면 대대리, 세진리에 걸쳐 있으며 습지 면적은 약 2,313km2정도(70만평)로 끝이 보이지 않을 정도로 광활한 늪지에는 수많은 물풀들이 머리를 내밀고 있다. 1997년 7월 26일 생태계보전지역중 생태계특별보호구역으로 지정되었고, 1998년 3월 2일 《람사르 협약》 등록 습지가 되었으며, 1999년 2월 8일 환경부에 의해 습지보호지역으로, 2011년 1월 13일 천연보호구역으로 지정되었다.
부곡온천은 옛날부터 가마솥처럼 생겼다고 부곡이라 불렸고, 마을 (온정리)에 옴생이라고 붙여진 뜨거운 물이 솟아나는 우물이 있다는 소문이 전국에 전해지면서 옴 환자들과 나병 환자등 피부질환자들이 떼지어 와서 치료를 하였다하니 부곡온천의 수질이 다른 온천보다 뛰어났기 때문이다. 1973년 신현택옹이 발견한 최고 78°C의 온천수를 하루 6천톤을 채수할 수 있는 유황온천이 오늘의 부곡온천이다.
기후는 비교적 온화하나 평균기온이 여름에는 23.9°C이고, 겨울에는 영하1.2°C정도로서 한서의 차이가 심하며, 여름에는 가뭄과 수해가 잦다.

## 행정 구역
창녕군의 행정 구역은 2읍 12면, 139리 775반으로 구성되어 있다. 면적은 532.72km2이다. 2023년 7월말을 기준으로 인구는 32,134세대, 57,617명이고 남녀 성별은 1이다 ( 남자 28,802 여자 28,815).
| 읍·면  | 한자   | 세대  | 인구   | 면적  | 행정구역지도 |
| ------ | ------ | ----- | ------ | ----- | ------------ |
| 창녕읍 | 昌寧邑 | 7,943 | 15,928 | 61.42 |              |
| 남지읍 | 南旨邑 | 6,084 | 11,743 | 55.23 |              |
| 고암면 | 高岩面 | 1,072 | 1,746  | 44.48 |              |
| 성산면 | 城山面 | 1,006 | 1,555  | 47.03 |              |
| 대합면 | 大合面 | 2,302 | 3,647  | 46.56 |              |
| 이방면 | 梨房面 | 1,461 | 2,331  | 46.60 |              |
| 유어면 | 遊漁面 | 1,093 | 1,703  | 33.29 |              |
| 대지면 | 大池面 | 1,343 | 2,365  | 17.87 |              |
| 계성면 | 桂城面 | 1,384 | 2,195  | 27.86 |              |
| 영산면 | 靈山面 | 2,799 | 5,074  | 29.36 |              |
| 장마면 | 丈麻面 | 1,126 | 1,824  | 29.99 |              |
| 도천면 | 都泉面 | 1,532 | 2,587  | 25.45 |              |
| 길곡면 | 吉谷面 | 908   | 1,462  | 27.57 |              |
| 부곡면 | 釜谷面 | 2,081 | 3,457  | 27.57 |              |

## 군청
- 현재 창녕군청은 경상남도 창녕군 창녕읍에 위치하고 있다.

## 관광
- 우포늪[27]

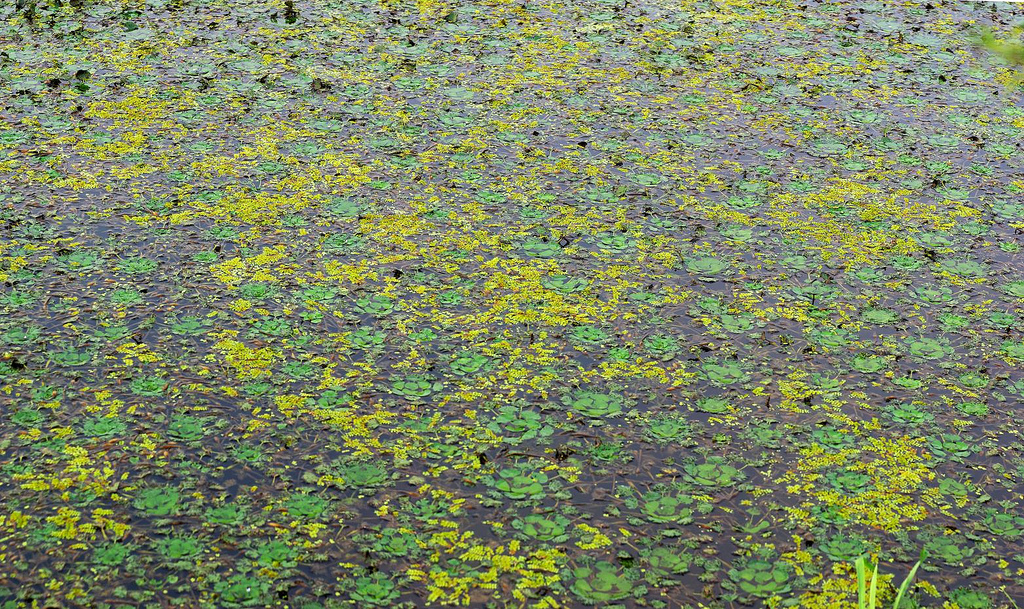
우포늪

창녕군 일대에 위치한 대한민국 최대의 내륙 습지이다. 약 1억 4000만 년 전에 생성된 것으로 추정된다. 창녕군 유어·이방·대합·대지면 등 231만m2에 걸쳐 있고, 둘레는 7.5km에 전체 면적은 70만여 평, 가로 2.5km, 세로 1.6km이다. 대한민국 최대의 내륙 습지로 꼽히는 이곳에는 환경부가 멸종위기종으로 지정해 보호하고 있는 가시연꽃 등 340여 종의 식물과 62종의 조류, 28종의 어류가 서식하고 있다. 일제 강점기인 1933년에 천연기념물로 지정되었다. 1962년 문화재보호법이 제정되자 그 해 12월 3일 '창녕 백조 도래지'라는 이름으로 천연기념물 제15호로 지정되었다. 그러나 1973년 7월 19일 찾아드는 철새의 수가 감소한 것을 이유로 천연기념물 지정이 해지되었다. 그러나 우포늪 생물 지리적ㆍ경관적 가치를 다시 평가, 2011년 1월 13일 문화재청은 '창녕 우포늪 천연보호구역'을 국가지정 문화재인 천연기념물 제524호로 재지정했다.
- 부곡온천

부곡면 거문리에 위치한 온천이다. 1973년 부곡면 거문리 덕암산 밑에서 자연 황천의 온천이 발견된 후, 48개 온천공에서 1일 3,000 t의 풍부한 온천수가 나오고 있다. 주변 일대 경관이 아름다워 1977년 국민관광지로 지정되었으며, 고급호텔과 여관, 위락 시설, 공원 녹지 등이 갖추어진 국내 제일의 온천 지구로 관광객이 끊이지 않는다.
- 부곡하와이

## 교육 기관
- 고등학교

|  | - 남지고등학교 - 영산고등학교 | - 창녕고등학교 - 창녕공업고등학교 | - 창녕대성고등학교 - 창녕슈퍼텍고등학교 | - 창녕여자고등학교 - 창녕옥야고등학교 |

- 중학교

|  | - 남지여자중학교 - 남지중학교 | - 대성중학교 - 부곡중학교 | - 성산중학교 - 신창여자중학교 | - 영산중학교 - 창녕여자중학교 | - 창녕옥야중학교 - 창녕중학교 |

- 초등학교

|  | - 계챵초등학교 - 고암초등학교 - 길곡초등학교 | - 남지초등학교 - 대지초등학교 | - 도천초등학교 - 동포초등학교 | - 명덕초등학교 - 부곡초등학교 | - 영산초등학교 - 유어초등학교 | - 이방초등학교 - 장마초등학교 | - 창녕성산초등학교 - 창녕초등학교 |

## 교통
- 고속국도 제12호선 함양울산고속도로
  - 창녕 분기점
- 고속국도 제45호선 중부내륙고속도로
  - 창녕 나들목
  - 창녕 분기점
  - 영산 나들목
  - 남지 나들목

### 버스

#### 농어촌버스
- 창녕군청에서는 현재 37개의 농어촌버스 노선을 운행하고 있다. 운행업체는 영신버스가 유일하다.

#### 시외버스
- 부곡시외버스터미널
- 창녕시외버스터미널
- 남지버스터미널

## 자매 도시
- 대한민국 경상남도 창원시
- 대한민국 전라북도 순창군
- 미국 펜실베이니아주 필라델피아

## 같이 보기
- 화왕산 억새태우기

## 참고 문헌
- 김부식 (1145), 《삼국사기》 〈잡지제삼 지리일(雜志第三 地理一)〉